# 豚鼠
豚鼠（学名：Cavia porcellus），又名天竺鼠、葵鼠、荷兰猪，在动物学的分类是哺乳纲啮齿目豚鼠科豚鼠属。尽管英文名字叫“guinea pig”（几内亚猪），但是这种动物既不是猪，也并非来自几内亚。其祖先来自南美洲的安第斯山脉，根据生物化学和杂交分析，豚鼠是一种天竺鼠诸如白臀豚鼠（C. aperea）、艳豚鼠（C. fulgida）或草原豚鼠（C. tschudii）等近缘物种经过驯化的后代。因此，这种动物在大自然已经不复存在。在南美原住民的文化中，豚鼠佔有重要地位，它们不仅是一种食物来源，也是一种药物来源和宗教仪式的祭品。从1960年代以后，在南美洲以外地区对豚鼠的需求开始增涨。
豚鼠是由16世纪的欧洲商人带到西方的，当时人们就很喜欢这种小动物并作为宠物饲养。牠们性情温顺，讨巧可爱，比较容易照顾，至今仍旧是常见的家养宠物。世界上有些组织争先恐后地致力繁殖豚鼠，人们培育出了多种毛色不一，形态不同的品种。
20世纪上半叶，在英语裡豚鼠成为参与科学实验的人的流行代名词。在豚鼠身上进行生物实验从17世纪就开始了，在19世纪和20世纪这种动物一般被当作模式生物，后来普遍被老鼠等别的哺乳动物取代。如今，豚鼠仍旧用于科学研究，主要针对脊髓损伤、少年糖尿病、肺结核、坏血症和怀孕并发症等人类常见疾病。

## 历史

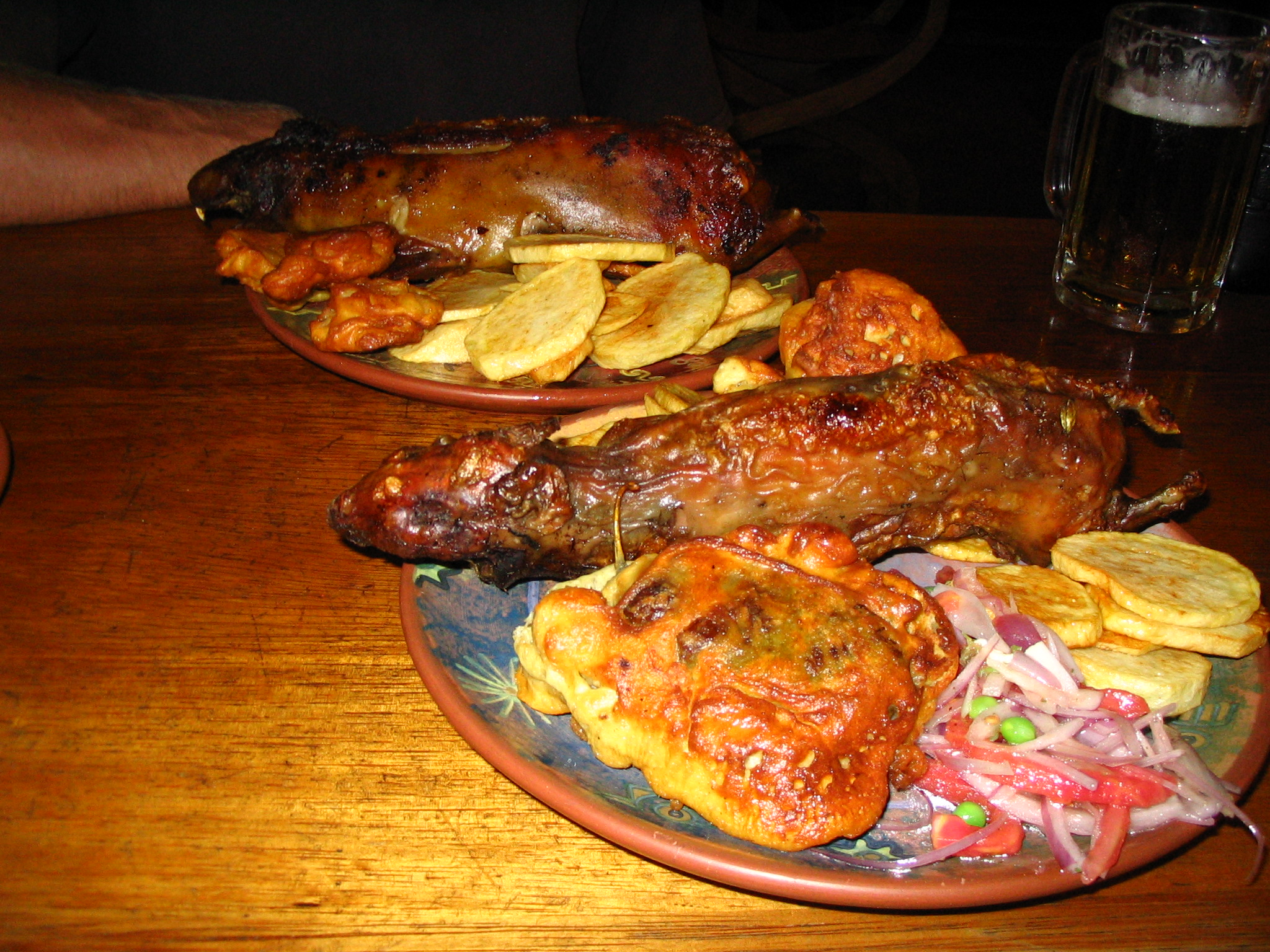
在南美洲，豚鼠是一種食物來源

公元前5000年，南美洲安第斯山脉地区（今天的厄瓜多尔、秘鲁和波利维亚）的土著部落首先饲养驯化豚鼠作为食物来源。秘鲁和波利维亚出土了属于大约公元前500年到公元500年之间的豚鼠雕像, 古代秘鲁的摩且人不但膜拜动物，而且经常在艺术作品中描述豚鼠。大约从公元1200年直至1532年西班牙人入侵，人们对家养的豚鼠进行选择性繁殖，奠定了现代人工繁殖豚鼠的基础。这个区域继续把豚鼠作为食物来源，安第斯高地的大部分家庭都饲养这种动物，它们以主人的残剩菜叶为生。安第斯地区的民间文化内容丰富，其中豚鼠是重要标志。人们把它们当作礼品交换，它们是社交活动和宗教场所重要物品，甚至在日常口头禅中也经常提到豚鼠。豚鼠对民间的巫医也很重要，他们用这种动物诊断诸如黄疸、风湿病、关节炎和斑疹傷寒等病症。巫医用豚鼠在病人的身体上摩擦，视它们通灵的媒介。黑色豚鼠尤其被看作有效的诊断工具。人们还将豚鼠开膛剖肚，取出其内脏用来检验治疗效果。这种方法至今仍旧在安第斯山脉地区的许多部落广泛采用，那里的人们既不能获得也不信任西药和西医。
西班牙、荷兰和英国商人把豚鼠带到欧洲之后，这种动物迅速成为上层社会和皇室的时髦宠物，甚至伊丽莎白女王也饲养豚鼠。有关豚鼠最早的文字记录可以追溯到公元1547年的圣多明哥，因为豚鼠并非伊斯帕尼奥拉岛的土产，所以这种动物很可能是被西班牙的旅行者带来的。西方世界有关豚鼠的首次记载于1554年，出自瑞士自然学家康拉德·格斯纳之手。这个含有两个单词的学名于1777年首次被俄克斯勒本採用，是其动物学上的种名和属名的结合体。

## 命名
几内亚猪所属的种名是Cavia porcellus，种加词porcellus在拉丁语中是“小猪”的意思。Cavia是新拉丁语，源自卡比阿（cabiai），也是一种动物的名字，cabiai是法属圭亚那当地的加利比部落语言。卡比阿（cabiai）可能系葡萄牙语çavia（如今是savia）的变体，后者本身源自图皮语 saujá，意为“老鼠”。几内亚猪在盖丘亚语称quwi或jaca，在厄瓜多尔、秘鲁和玻利维亚的西班牙语里是cuy或cuyo（复数形式是cuyes和cuyos）。有趣的是，饲养者们提到这种动物时，倾向使用比较正式的cavy，而在科研和实验领域裡，人们却普遍喜爱使用几内亚猪（guinea pig）这个更加口语化的词汇。
關於這種生物的名字為何会有一个“猪”字，至今尚不清楚。不過單就它们的外形來說，确实有几分像猪，身材較為圓滾短小，惹人喜愛，另外有时它们的声音也与猪发出的声音相似。和猪一样，它们花费大量的时候进食。它们能够在一个像“猪圈”那样狭小的空间内存活很久，因而便于装船运往欧洲。
这种动物的名字在欧洲许多语言裡均含有一个“猪”字。在德语裡，这种动物叫Meerschweinchen，意思是“小海猪”。（波兰语的świnka morska，俄语的морская свинка也都是这个意思。）这与航海历史有关：停止在新大陆索取补给的远洋轮船选择在船上储存几内亚猪作为便于运输的鲜肉来源，德语裡的Schweinswal，也就是海豚，是水手的另外一种食物。在法语裡是cochon d'Inde（印度猪）；荷兰语里是guinees biggetje（几内亚猪崽）。不过也有例外：比如在西班牙通常叫conejillo de Indias（印度／印地小兔）。
“几内亚猪”的“几内亚”更加难以解释。有一种看法认为，将这种动物运往欧洲的船只曾经途经几内亚，使得人们以为它们来自几内亚。几内亚（Guinea）在英语裡学常常用来代指任何一个遥远的未知国度。所以，这个称号仅仅是表明这种动物的外来性的趣味表达。还有一种说法认为，几内亚（Guinea）是南美洲的圭亚那（Guyana）的异体词，不过几内亚猪并非这个地区的特产。有一种广为流传的错误说法，几内亚猪之所以叫几内亚猪是因为人们使用英国历史上曾经通行的货币几尼出售它们；这是毫无根据的，因为几尼最早是在1663年投入使用的，而医学家威廉·哈维发明“几尼猪”（Ginny-pig）这个术语是在此之前的1653年。其它的说法认为guinea（几内亚）可能是coney（兔子）一词的近似体。生物学家艾德华·托普塞尔於1607年在他有关四足动物的论文裡称这种动物“猪兔”（pig coneys）。

## 特征与生活环境

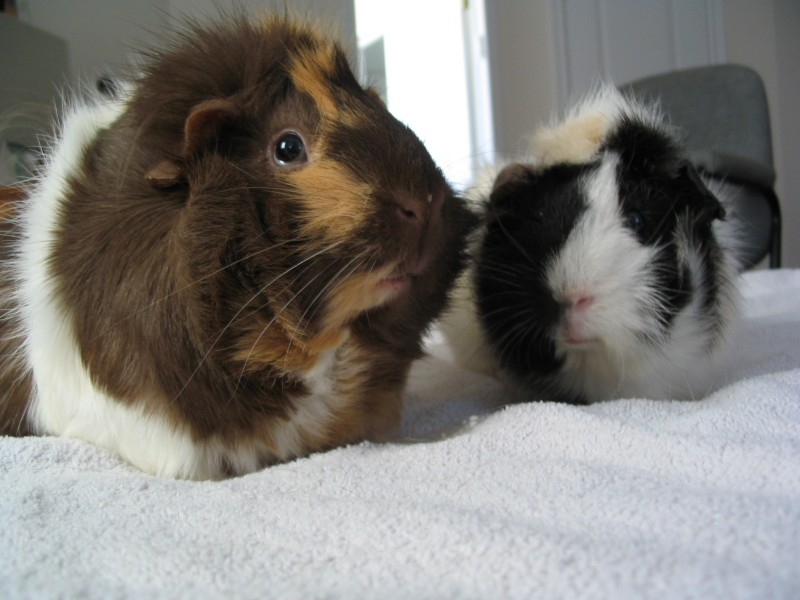
两只杂色的阿比西尼亚豚鼠

豚鼠的体形在啮齿类动物中偏大，体重在700－1,200克（1.5－2.5磅）之间，体长在20－25厘米（8－10英寸）之间。它们的平均寿命在4到5年之间，不过最长可活8年。据2006年，最长寿的豚鼠存活了14年10个月之久。
1990年代，个别人提出一个新的科学观点：豚鼠小目类动物诸如豚鼠、南美栗鼠和八齿鼠不应列为啮齿类动物，而应该在哺乳纲下专门成立一个独立的目种。经过对动物个体进行大量的调查研究，哺乳动物专家们达成一致：目前啮齿目分类是科学的。

### 天然栖息地
豚鼠在野外已不复存在；它们可能是白臀豚鼠、艳豚鼠和草原豚鼠等豚鼠的后代，至今这些动物仍旧在南美洲的许多地区普遍分布。豚鼠的某些种类直至20世纪才得到确认，如Cavia anolaimae和圭亚那豚鼠（Cavia guianae），可能是家养豚鼠放生野外的品种。大自然的豚鼠生活在草原上，与牛具有相拟的生态位。它们是群居动物，野外的豚鼠家族包括一只雄性，几只雌性和一群幼崽。几个家族往往一起寻找杂草和或其他植物，它们没有储备食物的习性。它们从不挖洞或筑巢，只是频繁得在其他动物栖身之处搬家，它们有时也住在植物的根部在岩石上留下的缝隙。豚鼠的活动习性介于日行性和夜行性之间，每天在傍晚和拂晓最活跃，食肉动物在这两个时间段比较难以发现它们。

### 家养豚鼠习性
家养豚鼠繁殖力强大；人们通常让几只雌性，或者一只或多只雌性与一只已絕育的雄性在一起生活。豚鼠懂得识别其他同伴，并与它们交流。经过对雄性豚鼠的观测得知，如果它们的雌性伴侣身边出现其它陌生的雌性同类，这只雄性的神经内分泌反应会显著下降。如果几只雄性豚鼠从小一起生活，其中没有雌性同类，而笼子的空间足够活动，那么它们也许能够和平相处。家养的豚鼠与它们的野外同类具有不同的生物节律，它们睡眠时间较少，活动时间较长。每天的活动无规律地分散在一天24小时内，除了回避强光之外，它们没有明显的生活节奏模式可循。

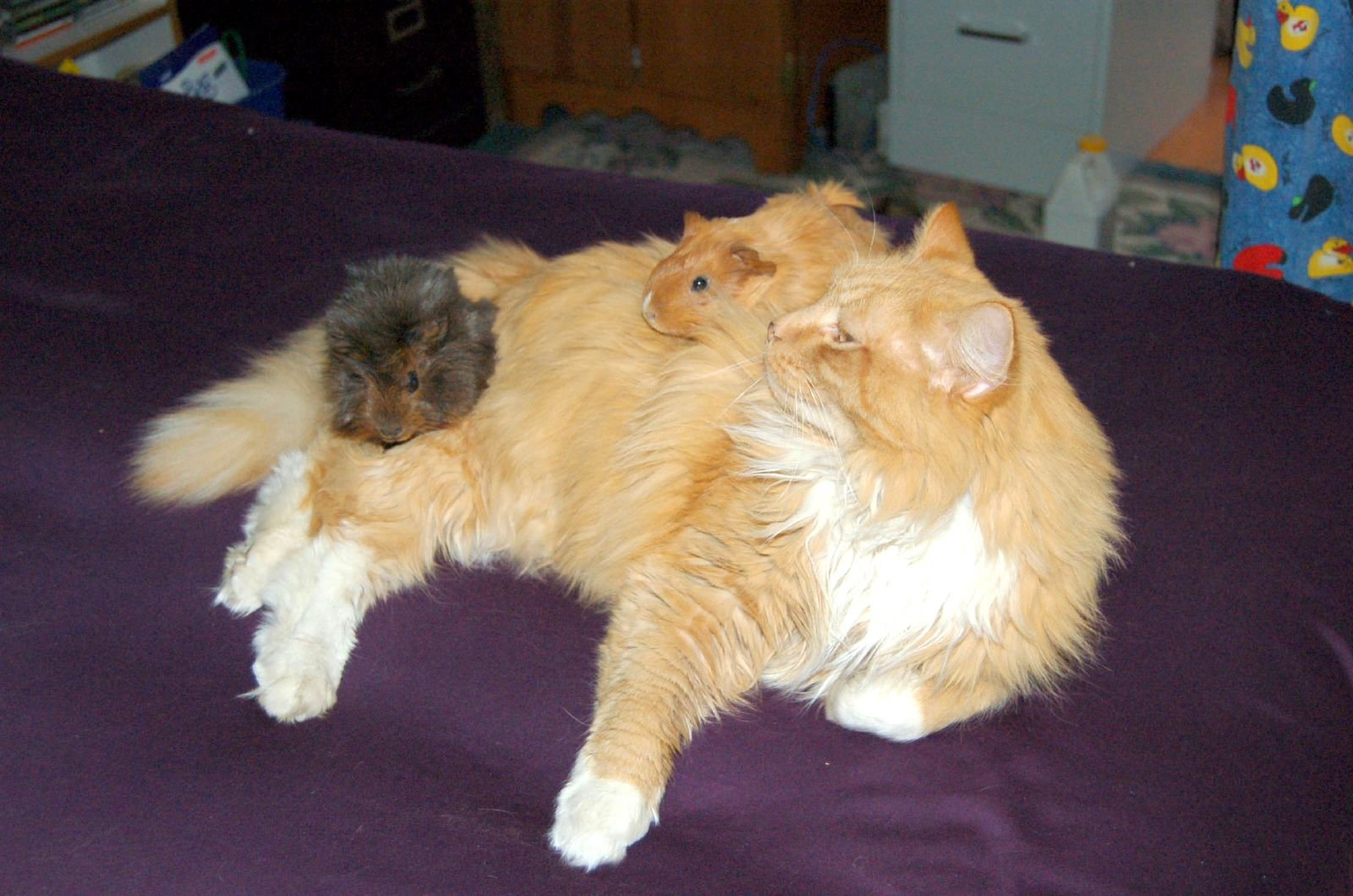
猫与豚鼠和平共处，而这类种间互动的成功会因个体差异而不同

家养豚鼠通常生活在笼子裡，有些饲养数量多的豚鼠主人让它们在房间裡自由活动。笼子的地板有实心的，也有金属网状的，金属网地板可能会弄伤豚鼠，可能也与脚掌发炎（足皮肤发炎溃烂）有关。现在，“库布斯和克劳普拉斯特（Cubes and Coroplast）”式的笼子是一个普及的选择。笼子里面经常铺有木刨花或类似的材料。以前，垫层用的是软木材红杉木和松木，不过如今这些材料含有害的酚类化合物（芳香烃）和油脂。豚鼠更喜欢乱七八糟的地方，它们经常跳进食碗裡，或是脚踢垫层，在里面排便。它们留在笼子表面的尿液结晶体相当难以清理。主人把笼子打扫干净以后，它们一定不忘在地板上拖拽着屁股，用尿液划出自己的领土范围。雄性豚鼠即使不在笼子裡可能也会使用相同办法给自己的地盘做标记。
豚鼠個性溫馴，其他啮齿动物还可能攻击豚鼠。个头大一些的动物也许会食用豚鼠，经过训练后这种情况不会发生，例如狗。豚鼠与八齿鼠一起是安全的，它们具有相同的食谱和类似的行为特征。至於家养豚鼠和家兔是否能够一起混养則存在争议。有人认为把这两种动物放在同一个笼子里相得益彰。不过家兔的营养需求也與豚鼠不同，所以不宜递喂相同的食物。同时，家兔可能携带诸如博德特氏菌和巴斯德氏菌等呼吸道疾病菌，而豚鼠极易受到感染。即使在家兔中体型最小的侏儒兔也比豚鼠强壮，它们可能有意或无意得伤害到豚鼠。

### 行为叫聲
豚鼠知道如何穿过错综复杂的通道找到食物，而且在几个月之内都不会忘记曾經走过的路线。解析是它们最有力的策略行为。豚鼠会跳过小障碍物，它们不会攀爬，不是特别灵巧。它们极易受到惊吓，感到危险存在时，不是长时间呆在原地，就是迅速躲藏起来。如果一群豚鼠受到惊吓，它们会乱作一团，纷纷四处逃窜，以此局面迷惑敌人。它们兴奋的时候就会反复蹦来蹦去，这个动作很像雪貂的战阵舞。

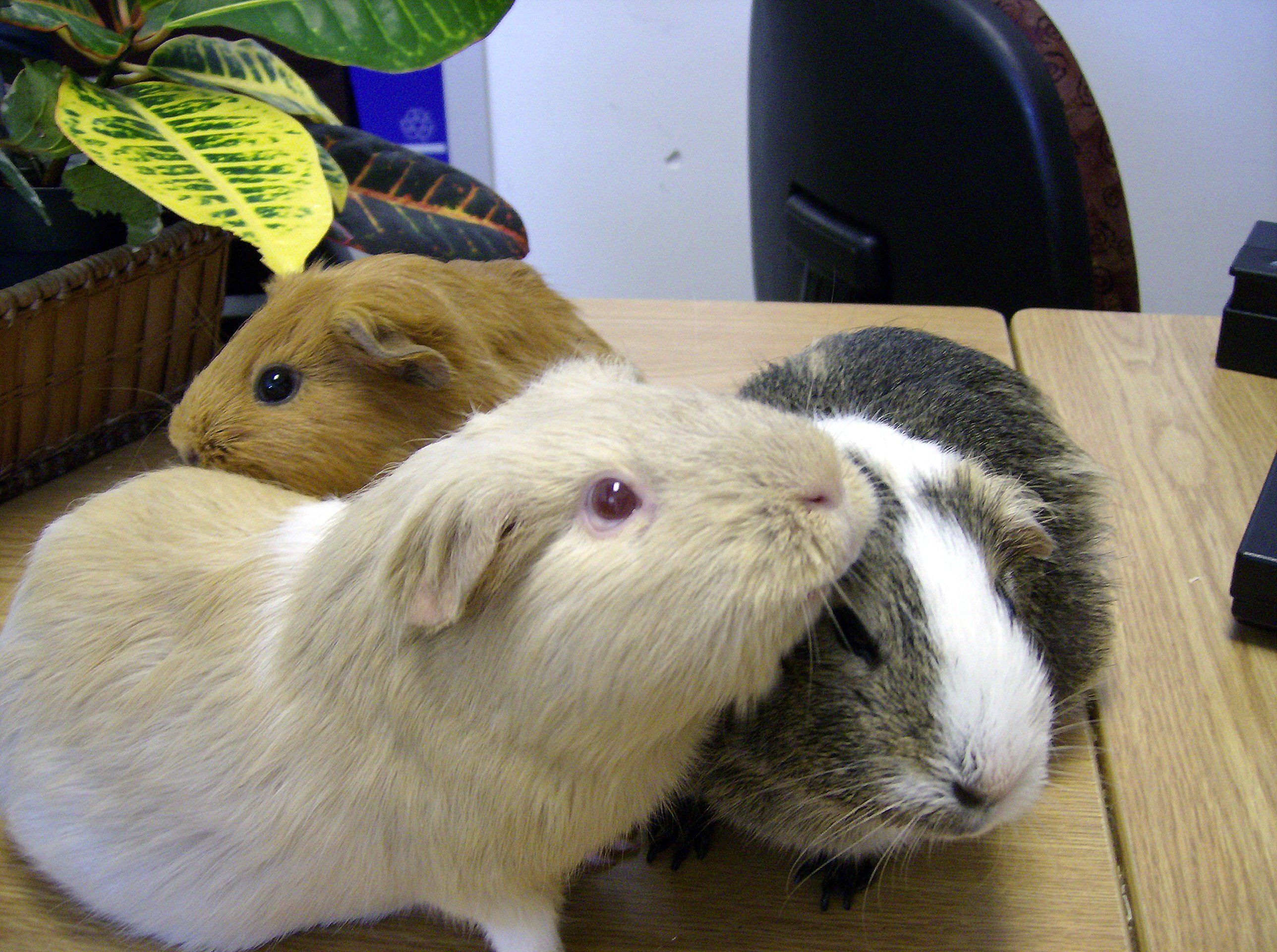
相互清理身体的豚鼠

和多数啮齿动物一样，豚鼠有时相互清理身体，它们也定期做自我清理。它们的眼睛裡分泌出一种奶白色的物质，然后把这种物质涂在毛发表面。一群一起生活的雄性豚鼠经常相互咀嚼彼此的毛发，这不仅仅是社会行为，更是确立每一只豚鼠在这个群体中的地位等级的方法。同时确立统治优势的行为还有口咬（尤其是耳朵）、立毛、挑畔性声音、头撞和跳跃攻击。在单性群体中，常有为老大提供模拟性交的现象发生。
豚鼠的视力很差，但是听觉、嗅觉和触觉却非常敏锐。声音是这个物种之间相互交流的主要手段。下表列出了豚鼠會發出的各種聲音：
| 聲音           | 描述 | 試聽      |
| -------------- | --- | --------- |
| 喂喂声         | 一种高声，这是拟声词，也叫“口哨声”。这表示它心情好，也可能是对主人本人或主人的喂养产生的回应。在跑动时，有时也用这种声音来寻找其他伙伴。如果它迷路了，就发出这种声音寻求帮助。 | · (试听ⓘ) |
| 冒泡声         | 豚鼠自娱自乐的声音，比如当它受到宠爱或搂抱的时候。它们在梳理毛发或匍匐前进探索新场所或接受食物时，也会发出这种声音。 | · (试听ⓘ) |
| 呼噜声         | 通常这种声音来自一个群体的某一个占优势地位的豚鼠，不过有时感到舒服或满足时它们也发这种声音。在几种情况下这种声音比较大，而且身体微微摇动，当雄性向雌性献殷勤的时候，它会从喉咙深处发出呼噜声，并绕着雌性打转，这种动作叫作“呼噜阔步”。当它们不情愿地离开时就會发出低声呼噜表达消极抵抗。 | · (试听ⓘ) |
| 喷吐声和低哀声 | 当一只豚鼠追逐另一只豚鼠时，追逐者发出喷气声，被追逐者发出低哀声。 | · (试听ⓘ) |
| 颤动声         | 这种声音是通过快速咬啮牙齿發出的，通常表示警告。豚鼠发声的同时倾向高高抬起脑袋。当它们看得见却吃不着美食时，也会相对轻柔地咬啮牙齿发出颤动声。 |           |
| 啸声或尖叫     | 声调高，表示不满，在疼痛或感觉危险时的反应。 | · (试听ⓘ) |
| 鸟鸣声         | 这声音不常见，酷似鸟叫，可能与压力有关，或者豚鼠幼崽饿了。极少数情况下，鸟鸣声会持续好几分钟。 | · (试听ⓘ) |

## 繁殖

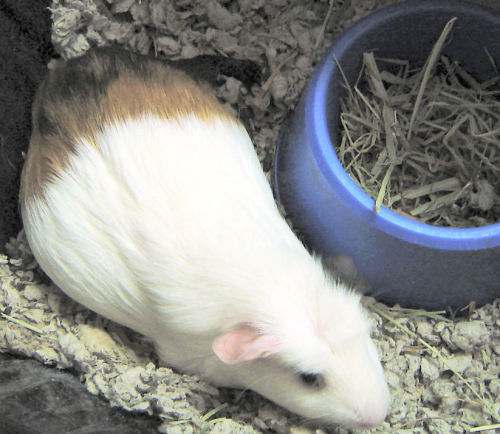
一周後将产下3只幼崽的雌性豚鼠

豚鼠可以長年生育，生育高峰通常集中在春天；每年能产五窝小崽。妊娠期长达59－72天，平均63－68天。由于妊娠期偏长，胎儿体积过大，怀孕的母体明显肿胀，看上去像一只茄子，不过每只母鼠的变化程度各有不同。豚鼠的新生儿的毛发，牙齿，爪子发育健全，而且具有部分视力。豚鼠一生下来即能活动，开始吃流质食物，不过还是要吸吮母乳。一窝幼崽的数量从1－6只不等，平均是3只；最多的纪录达17只。胎儿数量较少时，它们的体积过大，可能造成母鼠分娩困难。胎儿数量较多时，产生死胎的可能性较大。但是接生技术发展完善，即使缺少母乳，基本不会造成幼崽死亡。在一起居住的母鼠彼此会为别的母鼠所生的幼崽哺乳。
除了大体上的外形尺寸，公豚鼠和母豚鼠在外貌上没有太大区别。两者的肛门都非常靠近生殖器。母豚鼠的外阴呈Y型，公豚鼠的生殖器与人类的阴茎相似，它们的肛门也一样。如果在周围部分按摩，它们的阴茎会突出。雄性豚鼠的睾丸在阴囊隆起上可见。

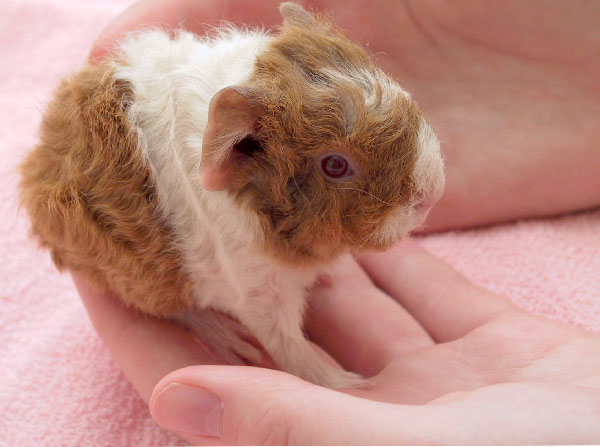
8小时大的幼崽，此時鼠毛通常呈現雜亂狀

雄性豚鼠在大约3－5周即达到性成熟；而雌性豚鼠出生四周以后即能繁衍后代，她们在成年之前就能怀孕。从不产子的雌性豚鼠通常是出生6个月后，骨盆内发生不可逆转的耻骨联合的结合；如果发生在怀孕以后，那么产道将不会有效拓宽，就可能导致分娩时难产或死亡。她们生产后6－48小时即可再次怀孕，但是持续怀孕有损她们的健康。
妊娠毒血症（见红）是雌性豚鼠怀孕时的常见病，并时有死亡。毒血症的临床表现包括厌食症、全身乏力、唾液过多，气息中因含有酮类而带着甜味或水果味，严重时发生癫痫。在炎热的天气里，妊娠毒血症貌似最为多见。其它严重的怀孕并发症包括子宫脱垂、血钙过少和乳腺炎。

## 飲食習慣

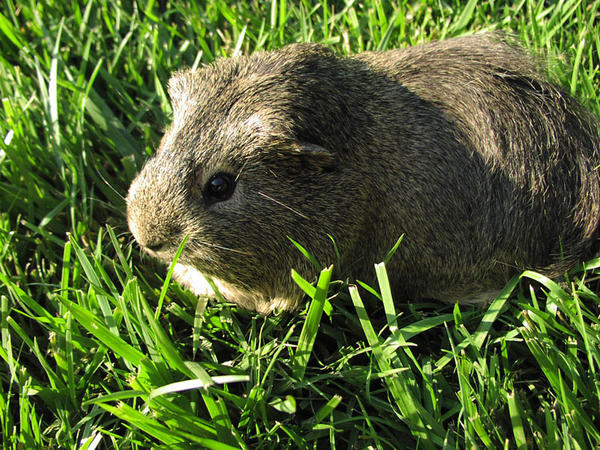
正在食草的银色豚鼠

青草是豚鼠的天然食物。它们的臼齿尤其适合咀嚼磨牙的植物，而且在它们的一生中都在不停生长。大多数食草的哺乳动物体型较大且消化道偏长。豚鼠的结肠比大多数啮齿动物都长，同时，它们必须吃自己的粪便以补充营养。当然，它们食用排泄物是有选择的，唯独吃特别的软球状粪便，这种粪便富含维生素B、纤维素以及有助消化的细菌。除非豚鼠怀有身孕或过于肥胖，可食用粪便都是直接从肛门吃掉。这与兔子是一样的。年龄偏大的雄性豚鼠由于肌肉力量弱，排泄食用软粪球时比较费劲。这就产生俗称的“肛塞”，导致它们无法吃到食用粪球，不过硬粪还是能够从里面挤出来。主人可以幫它们按摩腹部，幫助粪球排出，把卡住的粪便从肛门里仔细清理出来，可以暂时缓解豚鼠的困境。
诸如乾燥的猫尾草等新鲜的干草对豚鼠的健康有益，它们的食用粪球所含的营养来自猫尾草。同时，苜蓿也是一个不错的选择；大部分豚鼠非常喜欢吃苜蓿，而且食量惊人，不过给成年豚鼠喂食这种植物是否合适存在一些争议。有些宠物饲养者和兽医建议，喂食豆类植物效果更佳，苜蓿可能导致肥胖，除了怀孕的母猪和幼年小猪外, 其他豚鼠會從苜蓿吸收过多的钙而患上膀胱结石。不过，苜蓿草能够为它们补充蛋白质、氨基酸和纤维素。
不像其他大多数哺乳动物，和人类一样，豚鼠自身无法合成维生素C，必须通常富含这种营养成分的食物获得。如果它们摄取不到足量的维生素C，可能患上致命的坏血病。豚鼠每天大约需要10毫克（0.15格令）维生素C，怀孕的母豚鼠需要20毫克（0.31格令），主要从生鲜果蔬（如苹果、胡萝卜、芹菜和菠菜）或膳食补充剂中获取。一只健康的豚鼠需要平衡的钙、镁、磷、钾和氢离子，另外还需要足量的维生素E、A和D。不平衡的膳食可能导致肌肉萎缩症，转移性钙化，怀孕困难，维生素缺乏和牙齿疾病。由于豚鼠极易患上胆结石和肾结石，有人建议一定要当心过量摄入钙元素，限制或杜绝多种维生素补充剂及富含钙的食物（如市面上出售的奶酪粒、菠菜或含钙量极高的苜蓿草）。幼年豚鼠知道什么食物是必要的，什么食物是不必要的，对于新鲜的果蔬，它们的态度表现得时冷时热，这种饮食习惯在成年后很难改观。它们不太习惯饮食突然间发生改变；甚至可能从此绝食挨饿，就是不肯接受新的食物品种。喂食干草或其它食物最好定量规律，如果连续不断地喂食这些食物，一旦出现间断，它们可能会养成咀嚼自己毛皮的习惯。由于豚鼠的牙齿不断生长，它们需要不停地磨牙，否则牙齿就会从嘴巴里长出来，这是啮齿目动物的常见疾病。豚鼠也咀嚼布料、纸张、塑料和橡皮。
许多植物对豚鼠是有毒的，包括卷心菜、蕨菜、泻根、毛茛、野芥、颠茄、毛地黄、嚏根草、毒堇、铃兰、狗茴香、乌头、马铃薯、女贞、千里光、大黄、婆婆纳、云兰和扭兰（Vallisneria americana）。另外，任何球茎植物（例如郁金香和洋葱）一般也认为对它们是有毒的。此外，馒头、米饭等其他一系列的高淀粉含量的食物对豚鼠的消化系统和循环系统非常不利，容易引起肠胃疾病，严重者会引发囊肿，所以需要慎重喂食。

## 健康

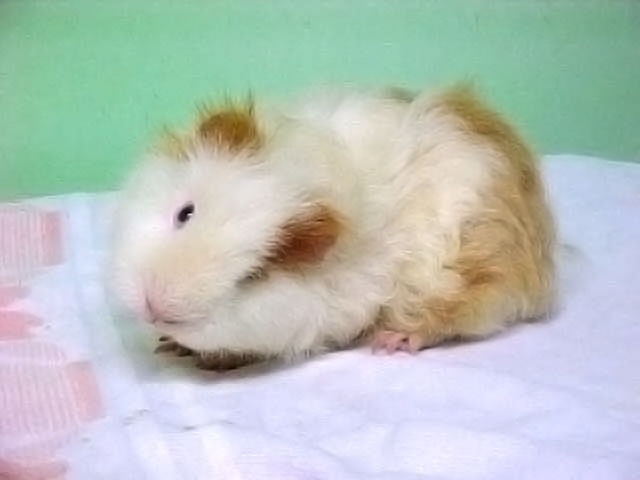
一只患有斜颈的杂色豚鼠

家养豚鼠常见的小疾病包括呼吸道感染、腹泻、坏血病（缺乏维生素C，典型表现为活动迟缓）、感染引起的溃疡（常常发生在脖子上，或是留在喉咙里的干草导致的，或是抓伤造成的）以及虱子、螨虫或真菌引起的感染。
疥癣虫是脱毛的普遍原因，其它的症候可能也包括过分的擦伤，被触碰时产生过激反应（与疼痛有关），在遭到捕捉时也会发生这种情况。豚鼠的身上可能会寄生豚鼠长虱，这种白色的小昆虫在它们的发毛间爬动；豚鼠长虱的卵就像黑色或白色的斑点附着在豚鼠的毛发上，有时被称为“静态虱子”。用印楝油香皂给豚鼠洗澡，是除虱的既温和又有效的方法。诸如卵巢囊肿等潜在疾病引起的荷尔蒙分泌下降也会发生脱毛现象。
有些异物，尤其是小片干草或稻草，会掉进豚鼠的眼睛里，造成频繁的眨眼、流泪，有时會导致角膜溃疡，使它们的眼球表面覆盖一层不透明的薄膜。干草和稻草的碎屑会让它们打喷嚏。虽然豚鼠时不时打喷嚏属正常现象，不过频繁的打喷嚏可能是肺炎的症候，尤其是当外界温度发生变化时。肺炎可能同时伴随斜颈，是致命的。
豚鼠的身材短小精悍，所以这种动物怕热不怕冷。它们的体温通常为101到104华氏度（38.5到40摄氏度），所以它们理想的环境温度范围与人类接近，大约在65到75华氏度之间（18到24摄氏度）。环境温度持续超过90华氏度（32摄氏度）会导致高热和死亡，尤其是怀孕的母豚鼠。豚鼠不太适应大风低温天气，以及低于30%和高于70%的相对湿度。
豚鼠是被捕食动物，它们的生存本能是掩饰疼痛和症状。健康问题经常到了非常严重或是晚期时才显现出来。豚鼠性情极其敏感，治疗困难，只能使用抗生素，用来杀灭肠内菌丛，其副作用是引起连续腹泻，有时甚至造成死亡。需注意盤尼西林類和其它一些貓狗常用的抗生素並不適合豚鼠且很有可能造成病鼠死亡。
动物也有遗传性疾病，如犬科动物的髋骨发育不良，豚鼠有多种遗传性疾病。最常见的如阿比西尼亚豚鼠的皮毛变成菊青色，这与先天眼疾和消化系统疾病有关。其它的遗传病还有“华尔兹病”（耳聋并伴有绕圈跑步的倾向）、中风和颤抖。

## 食物

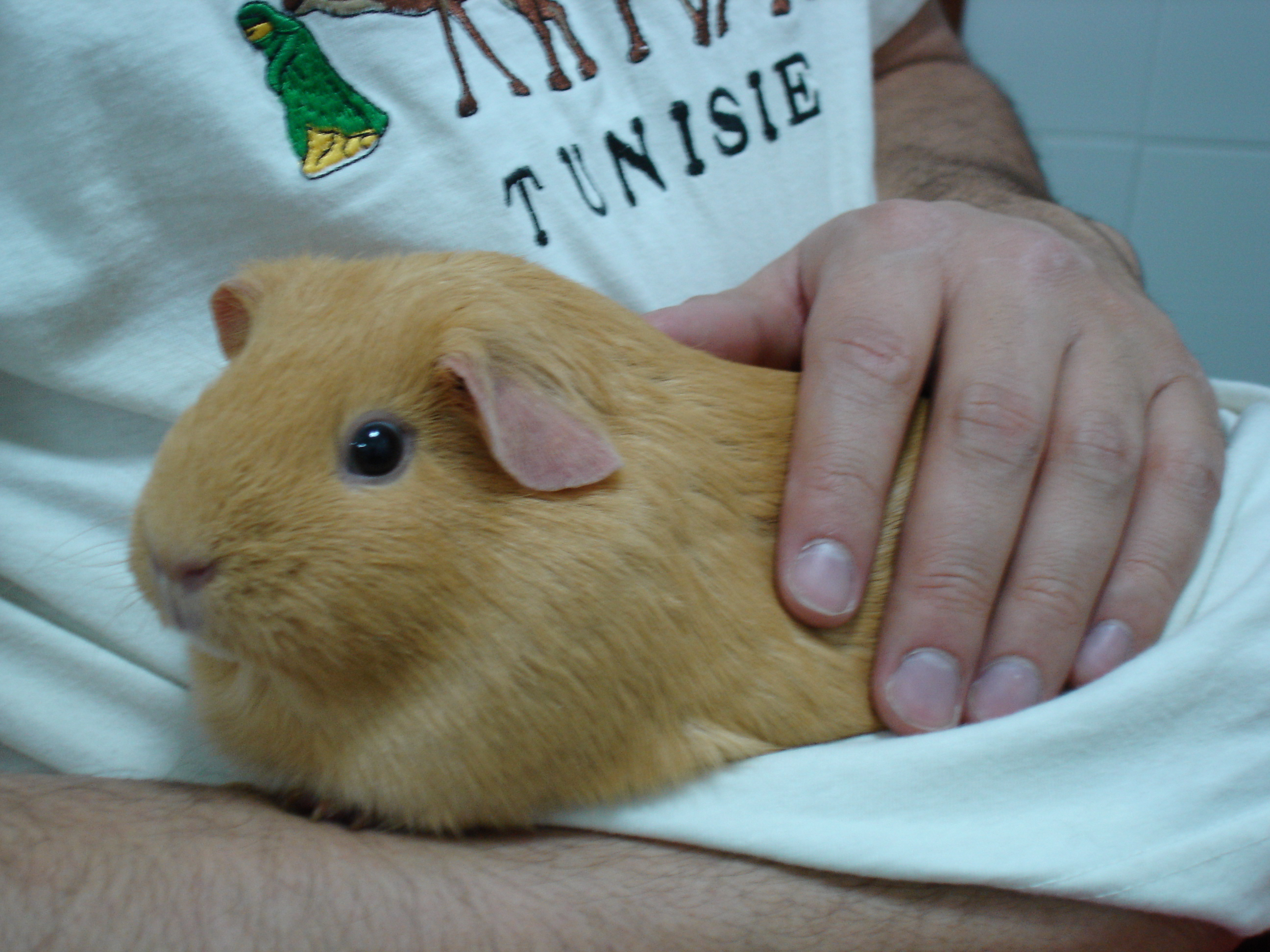
被抱著的豚鼠

一只豚鼠如果从小就被舒适地搂抱，那么长大后对于人类的亲昵行为表现得很配合，不会有咬人或爪搔的动作。它们对外界羞怯胆小，很少有从笼子里逃出去的企图，即使笼门敞开，它们也不会自己出去。和主人熟悉了之后，当主人接近笼子时，它们会发出口哨声；如果听到塑料袋的沙沙声或是冰箱门的开启声，它们知道这是主人要喂食了，也会发出口哨声。適當的訓練可以讓他們學會一些把戲。
家养豚鼠品种丰富，均是在运往欧洲和北美洲后培育出来的。主要体现在毛发和颜色的分别。最常见的宠物品种是英国短毛猪，它们毛短，光滑，阿比西尼亚猪的毛发竖立不顺滑。秘鲁猪和雪特兰猪也是常见的宠物品种，它们毛发又直又长，而特塞尔猪则长着卷曲的长毛。
“豚鼠俱乐部联合会”负责展示和繁殖豚鼠，在全世界具有权威性。美国养兔协会的下属机构美国豚鼠协会是美国和加拿大的主管部门。英国的主管部门是英国豚鼠委员会。在澳大利亚和新西兰也有类似的机构。每一个部门都有自己制定的鉴定标准，对展出的品种进行筛选。

## 流行文化和媒体

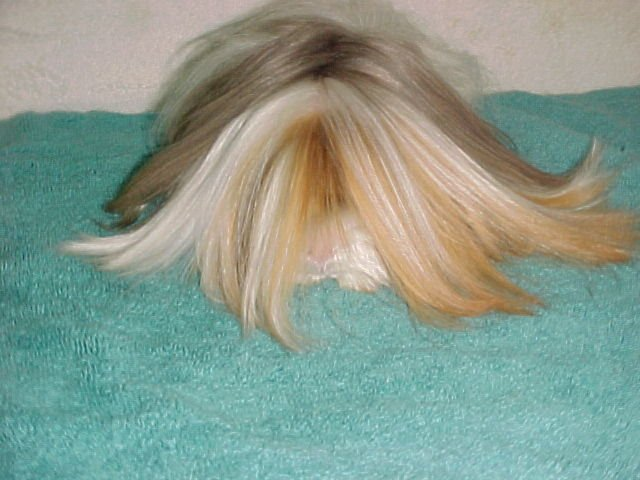
一只长毛的秘鲁亮毛豚鼠，毛色杂有紫褐色、橙色和白色

豚鼠深受人类喜欢，尤其是孩子们，它们的形象由此经常出现在小说和影视中。其中最值得一提的是，碧特里克斯·波特的童话小说《小小马戏团》和迈克尔·邦德的“豚鼠讲故事”系列，这两部文学作品中的主角均是豚鼠。另外还有C·S·路易斯的《魔法師的外甥》：在他的《纳尼亚传奇》系列小说的第一集，第一个在两个世界中穿行的动物就是一只豚鼠。艾理斯·帕克·巴勒的官僚讽刺小小说《猪就是猪》中，顾客和铁路管理员就豚鼠究竟是不是猪而争执不下，因为这涉及到收费多少的问题。《金仓鼠系列》书中有两只豚鼠，分别叫恩里克和卡鲁索。
在电影和电视中也有豚鼠的身影。电视电影《谢德里曼规则》中的主要角色都有豚鼠，并担任次要角色。1998年的电影《杜立德医生》中的豚鼠罗尼，和电影《神奇宠物》中的猪头林尼都是片中的重要角色。近20年以来，豚鼠的形象经常出现在广告当中。其中，著名的布鲁克巴斯特影碟公司的广告掀起一股猪兔共养的风潮。在动画片《南方公园》的第12季里，豚鼠成了在全世界范围内横冲直撞的动物。于2009年由华特迪士尼发行的美国3D电脑动画电影《超鼠特攻》里，一群具有高度智慧的豚鼠被美国政府训练成行动特务，这部电影也改编成电子游戏，相当受到欢迎。
2021年日本電視定格動畫《PUI PUI 天竺鼠車車》的主角「天竺鼠車車」也是以天竺鼠為原型。

## 科学研究

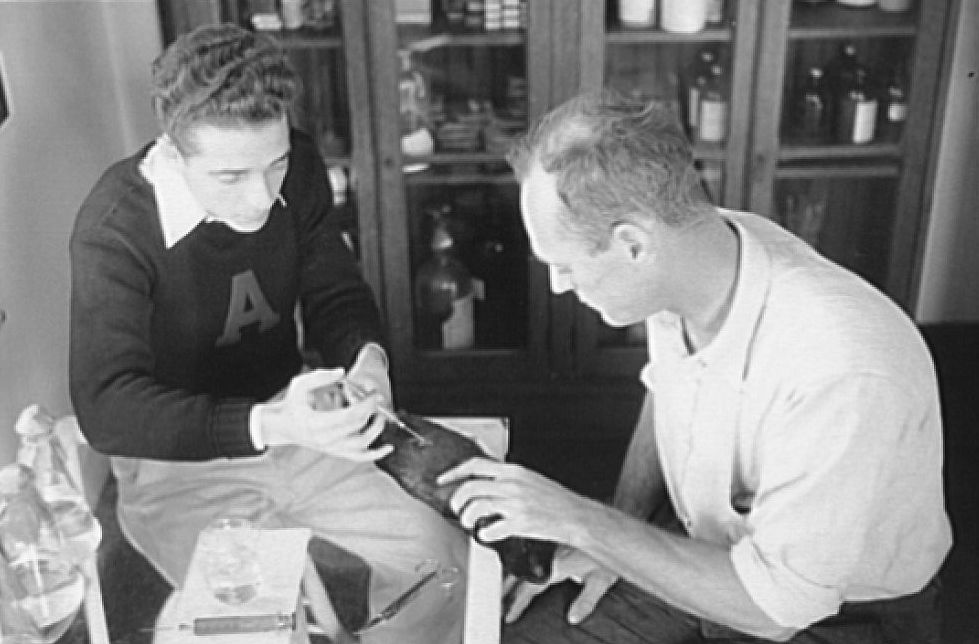
一只豚鼠正在被接种疫苗

豚鼠用于科学实验最早可追溯到17世纪，意大利生物学家马塞罗·马尔波齐和卡罗·弗兰卡塞提首先对豚鼠进行活体解剖。1780年，安东尼·拉沃西尔在他的热量计实验中使用了一只豚鼠；这只豚鼠呼出的热气融化了热量计附近的雪，表明呼吸时的气体交换是一个燃烧的过程，如同蜡烛燃烧一样。19世纪晚期，路易斯·帕斯特、艾米莉·鲁克斯和罗伯特·考奇确立微生物理论的过程中，豚鼠起到了重要作用。豚鼠参与多次轨道太空航行，1961年3月9日前苏联首次把豚鼠放进史波尼克9号生物卫星。1990年中国也发射了一颗生物卫星，上面载有几只豚鼠。
在英语里，豚鼠通常是接受科学实验品的代名词。 1913年，牛津英语词典在介绍这个单词时将这个用途放在首个解释上。1933年，“消费者研究”的创始人F·J·施林克和作家奥瑟·凯勒合写的书《100000000只豚鼠》，用这个词形容成千上万的消费者。这本书登上全美的畅销排行榜，使“豚鼠”一词更加炙手可热，并激发了人们的保护消费者运动。捷克作家路德维克·沃卡里克的小说《豚鼠》为这个词赋于了贬低含义，用来隐喻前苏联的极权主义。
直至20世纪末，豚鼠一直在实验室中被大量使用；上世纪60年代仅在美国，每年就有大约250万只豚鼠接受科学实验。以前，它们被广泛应用在疫苗和抗病毒药物的标准化，同时也有严重过敏反应产生的抗体生产。其次，还有药理学和放射学。从20世纪中叶，它们大量被老鼠和白鼠所代替。部分原因是人们對於豚鼠的遗传基因研究落後於對其它的啮齿类动物，不过遗传学家 W·E·卡斯特和塞沃尔·怀特正是在豚鼠的帮助下才发表了大量论文，尤其是皮毛的颜色。2004年，美国国家人类基因组研究协会公布了家养豚鼠的基因图谱。